# Delomys dorsalis
Delomys dorsalis је врста глодара из породице хрчкова (лат. Cricetidae).

## Распрострањење
Врста има станиште у Бразилу и Аргентини.

## Станиште
Станишта врсте су шуме и планине.

## Угроженост
Ова врста је наведена као последња брига, јер има широко распрострањење и честа је врста.